# Kotuńka

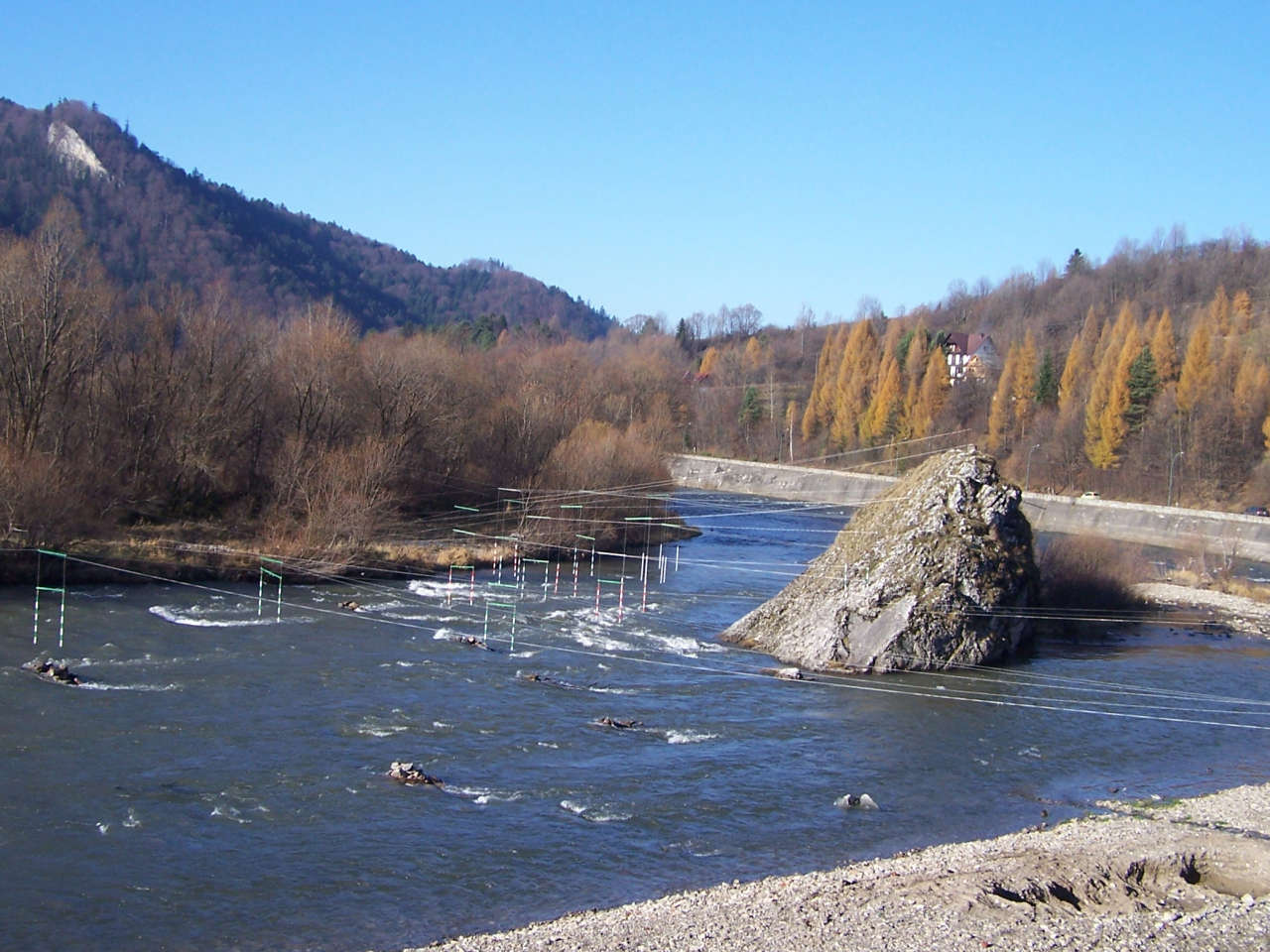

Kotuńka – wybitna skała znajdująca się na środku nurtu Dunajca tuż przed wjazdem do Szczawnicy w województwie małopolskim, w powiecie nowotarskim, w gminie miejsko-wiejskiej Szczawnica. Zbudowana z czorsztyńskiego wapienia skała jest dobrze widoczna z drogi i stanowi charakterystyczny element krajobrazu tej okolicy. Tuż powyżej niej wpada do Dunajca Grajcarek. Ponad Grajcarkiem znajduje się most, za którym zaczyna się Droga Pienińska prowadząca do przejścia granicznego.
Wokół Kotuńki nurt Dunajca jest wyjątkowo rwący i tworzą się zawirowania odbitej od niego wody. Wykorzystywane to jest przez kajakarzy górskich, którzy często tutaj trenują (po lewej stronie Kotuńki zawieszane są bramki). Jak z wieloma skałami pienińskimi, tak i z Kotuńką związana jest legenda. Według niej diabeł niósł ogromny głaz, który zamierzał zrzucić na Zamek Pieniński na Zamkowej Górze, w którym przed Tatarami ukrywała się święta Kinga. Jednak zamiar ten udaremnił mu kogut, który zapiał i cała moc diabelska opuściła go. Opuszczony przez diabła kamień wpadł do rzeki, nie czyniąc nikomu szkody. Jest to motyw często eksploatowany w licznych legendach.
Kotuńka ma wysokość 9,5 m, a jej wierzchołek jest na wysokości 438 m n.p.m. W latach 1875–1912 stała na niej rzeźba górala witającego gości przybywających do Szczawnicy, w 1997 roku ustawiono podobną rzeźbę (która czasami jest demontowana). Pochodzenie nazwy skały nie jest jasne. Jadwiga Łuszczewska w 1869 roku pisała, że: zwana jest Kotunią, bo psotliwym ruchem wyglądając z wody, niby kot chytrze się czai...